# 卡罗伊一世

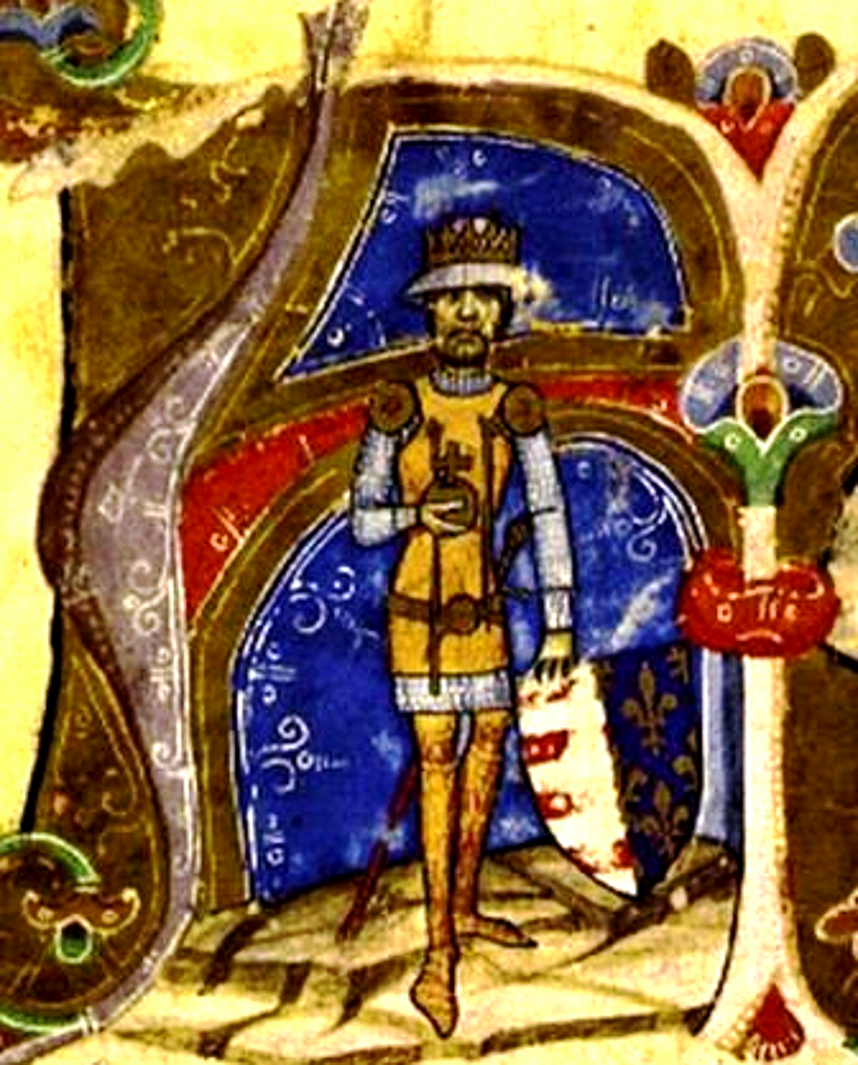
匈牙利国王卡罗伊一世

匈牙利国王卡罗伊一世纹章

卡罗伊一世（匈牙利語：I. Károly，1288年—1342年7月16日），全名卡罗伊·罗贝尔（Károly Róbert），匈牙利国王（1308年－1342年在位）。他是匈牙利安茹-西西里王朝的创建者，將匈牙利王權提升至專制有為，並與1342年繼承王位的兒子拉約什一世，共同開啟了匈牙利的全盛期80年（約1302-1382年）。

## 主要事迹
卡罗伊·罗贝尔是那不勒斯太子卡洛·馬特洛的儿子，生于那不勒斯。他的祖父那不勒斯国王卡洛二世娶了匈牙利国王伊什特万五世的女儿玛丽亚为妻，从而为他的后代继承匈牙利王位提供了依据。卡罗伊·罗贝尔的父亲卡洛·馬特洛在1290年曾被教宗（当时教廷与匈牙利发生矛盾）指名为匈牙利国王，但从未真地获取权力。
在1301年匈牙利国王安德烈三世（卡罗伊·罗贝尔的祖母的堂叔）去世后，统治匈牙利300余年的阿尔帕德王朝绝嗣。由于那些希望削弱王权的大贵族趁机兴风作浪，匈牙利在此后若干年都处于混战状态。卡洛·馬特洛死后，卡洛二世为了让自己偏爱的儿子罗贝托继位，鼓励卡罗伊·罗贝尔争取匈牙利王位，其实剥夺其及其子孙对那不勒斯的王位继承权，该决定得到教宗的认可。卡罗伊·罗贝尔得到部分贵族和教宗的支持，以伊什特万五世的曾孙的名义要求继承匈牙利王位，并在艾斯特根加冕。但不久他就失去了教宗的支持（因为教宗发觉他并不是一个听话的傀儡），被迫于当年让位给波希米亚王子文采爾。1305年文采爾因失去贵族支持而将王位让给巴伐利亚公爵奥托三世（匈牙利国王贝拉四世的外孙，稱貝拉五世），而后者又在1307年被造反的贵族推翻。于是卡罗伊·罗贝尔再次进军匈牙利，于1309年在布达宣布继承王位，并于1310年正式加冕。在加冕后的几年里，卡罗伊一世致力于镇压大封建主一波又一波的叛乱，这些人已经习惯于安德烈三世死后的无政府状态。1312年，卡罗伊一世在罗让诺夫采战役中打败了最后一个大贵族恰克·马加什和他的支持者奥鲍·奥毛代，结束了长期的内战。
卡罗伊一世在匈牙利推行一系列改革措施：他把权力从贵族议会收回到国王手里；建立一种“荣誉制度”，向服从国王的贵族提供优惠条件（比如允许拥有更多城堡），从而牵制贵族力量；发展匈牙利的经济和贸易。他用发行成色稳定的金币的方法抑制了通货膨胀。卡罗伊一世的政府并且以训练强大的骑兵而出名。在对外政策方面，卡罗伊一世与波兰结盟，共同抵制统治奥地利的哈布斯堡王朝的力量。1335年，他与波兰国王卡齐米日三世和波希米亚国王卢森堡的约翰在维舍格勒会晤，三方达成了共同反对哈布斯堡王朝的协议。
卡罗伊一世希望使匈牙利和那不勒斯统一为一个强大的国家，因而为他的儿子拉约什图谋那不勒斯王位。这引起了教宗和威尼斯的巨大恐惧。卡罗伊一世与威尼斯进行战争，但遭到挫败，被迫放弃了自己的计划。
卡罗伊一世在位时的另一个重大事件是匈牙利在巴尔干半岛势力的相对衰落。阿尔帕德王朝早年在巴尔干进行的征服使那里的一些居民成了匈牙利的附庸。在卡罗伊一世时代，这些附庸中的一个，瓦拉几亚的统治者巴萨拉布一世准备脱离匈牙利的控制。卡罗伊一世企图维持匈牙利的霸主地位，遂率军前去讨伐，但在1330年的波萨达战役中遭到惨败。这次战役使瓦拉几亚成功地获得了独立。卡罗伊一世也曾在巴尔干地区进行扩张，如在1323年兼并摩尔多瓦，但很快这些地方就又都摆脱匈牙利的统治了。
1339年，卡罗伊一世与他的姻兄卡齐米日三世签订一份重大协议。该协议规定，卡罗伊的长子拉约什（卡齐米日的外甥）将在无子的卡齐米日三世死后继承波兰王位。
卡罗伊一世于1342年去世。在他死后，长子拉约什一世继承了王位。

## 家庭
卡罗伊·罗贝尔结过3次婚。他的第一个妻子是比托姆公爵卡西米尔的女儿玛丽亚，她生了一个女儿卡特琳。玛丽亚死于1317年。第二个妻子贝亚特丽斯是神圣罗马帝国皇帝亨利七世的女儿，于1319年死于难产。卡罗伊的第三个妻子是波兰国王瓦迪斯瓦夫一世的女儿伊丽莎白，她为他生了5个孩子：
1. 卡罗伊（夭折）
2. 拉斯洛（夭折）
3. 拉约什一世
4. 安德烈，卡拉布里亚公爵
5. 伊什特萬，斯洛文尼亚公爵

## 家系
| 卡罗伊一世 | 父亲： 那不勒斯太子卡洛·马特洛        | 祖父： 那不勒斯国王卡洛二世                 | 祖父之父： 那不勒斯国王卡洛一世             |
| 卡罗伊一世 | 父亲： 那不勒斯太子卡洛·马特洛        | 祖父： 那不勒斯国王卡洛二世                 | 祖父之母： 普罗旺斯公主普罗旺斯的贝亚特丽斯 |
| 卡罗伊一世 | 父亲： 那不勒斯太子卡洛·马特洛        | 祖母： 匈牙利公主玛丽亚·阿尔帕德            | 祖母之父： 匈牙利国王伊什特万五世           |
| 卡罗伊一世 | 父亲： 那不勒斯太子卡洛·马特洛        | 祖母： 匈牙利公主玛丽亚·阿尔帕德            | 祖母之母： 波洛韦茨公主伊丽莎白             |
| 卡罗伊一世 | 母亲： 德意志公主哈布斯堡的克莱门蒂娅 | 外祖父： 德意志国王鲁道夫一世               | 外祖父之父： 哈布斯堡伯爵阿尔布雷希特四世   |
| 卡罗伊一世 | 母亲： 德意志公主哈布斯堡的克莱门蒂娅 | 外祖父： 德意志国王鲁道夫一世               | 外祖父之母： 基堡伯爵小姐赫德维希           |
| 卡罗伊一世 | 母亲： 德意志公主哈布斯堡的克莱门蒂娅 | 外祖母： 霍恩贝格伯爵小姐霍恩贝格的格特鲁德 | 外祖母之父： 霍恩贝格伯爵布尔夏德五世       |
| 卡罗伊一世 | 母亲： 德意志公主哈布斯堡的克莱门蒂娅 | 外祖母： 霍恩贝格伯爵小姐霍恩贝格的格特鲁德 | 外祖母之母： 蒂宾根的梅希蒂尔德             |

## 资料来源
- 苏联历史百科全书·人物卷，1961~1973
- 本条目包含来自公有领域出版物的文本: Chisholm, Hugh (编).  (第11版). London: Cambridge University Press. 1911.